# Фабериус, Мартин
Ма́ртин Фабе́риус (M. Martin Faberius; ? — 1599) — чешский писатель.

## Биография
Родился в Раковнике, за что также называется Фабериусом Раковницким (Rakovnický). Отец предположительно был кузнецом. Начальное образование получил в Раковнике и Йиглаве, с 1575 года учился в Праге. В 1577 году получил степень бакалавра, в 1579 — магистра. До 1581 года работал директором школы в Хрудиме. Написал ряд поэм на латинском и греческом языках, которые в своё время очень ценились. Умер в Хрудиме в 1599 году от чумы.